# Willy Gervin
Willy Gervin (28 de novembro de 1903 — 8 de julho de 1951) foi um ciclista dinamarquês que representou o seu país nos Jogos Olímpicos de 1932, em Los Angeles, onde conquistou a medalha de bronze competindo no tandem, prova na qual fez par com Harald Christensen.